# Stalachtis phlegia
Stalachtis phlegia är en fjärilsart som beskrevs av Pieter Cramer 1765. Stalachtis phlegia ingår i släktet Stalachtis och familjen juvelvingar. Inga underarter finns listade i Catalogue of Life.

## Bildgalleri

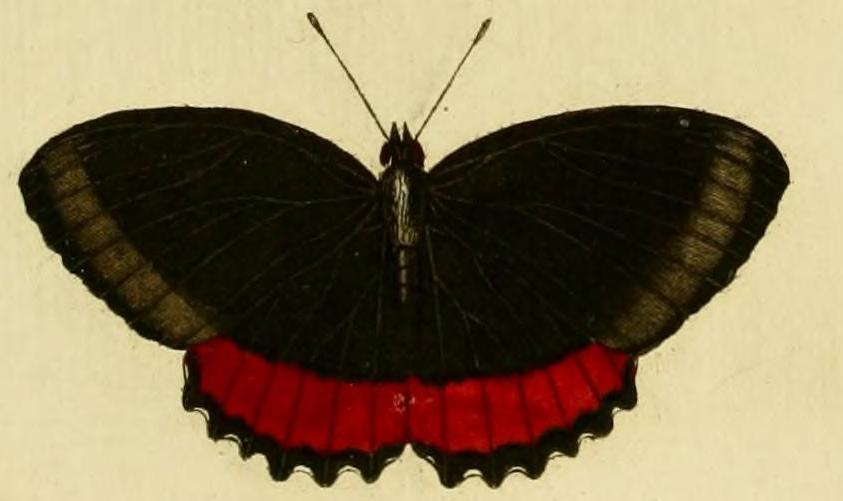
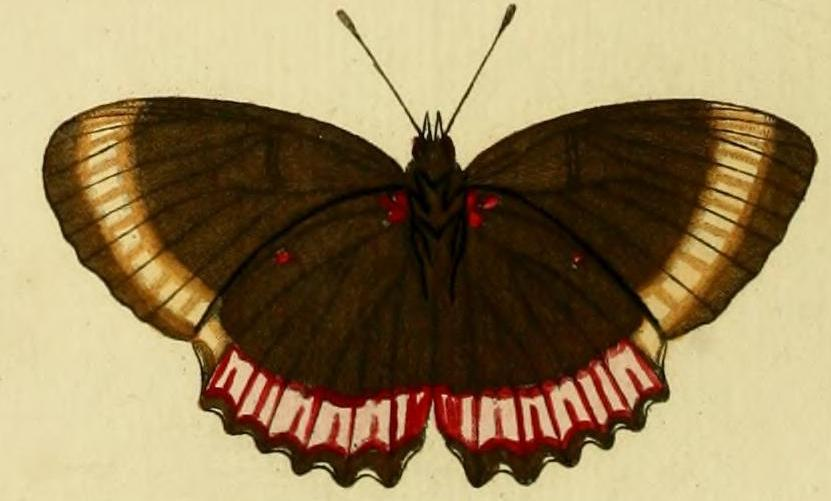
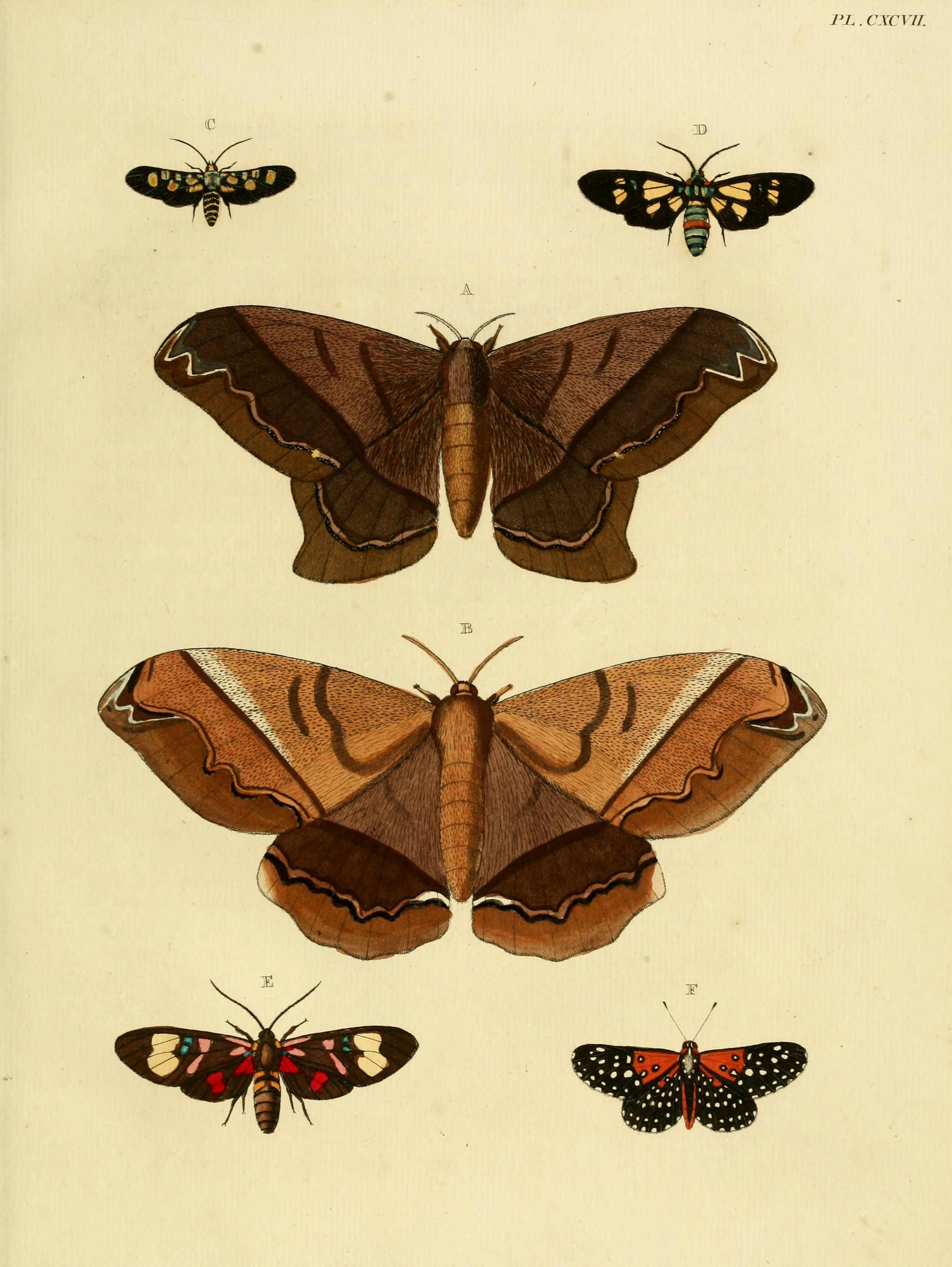
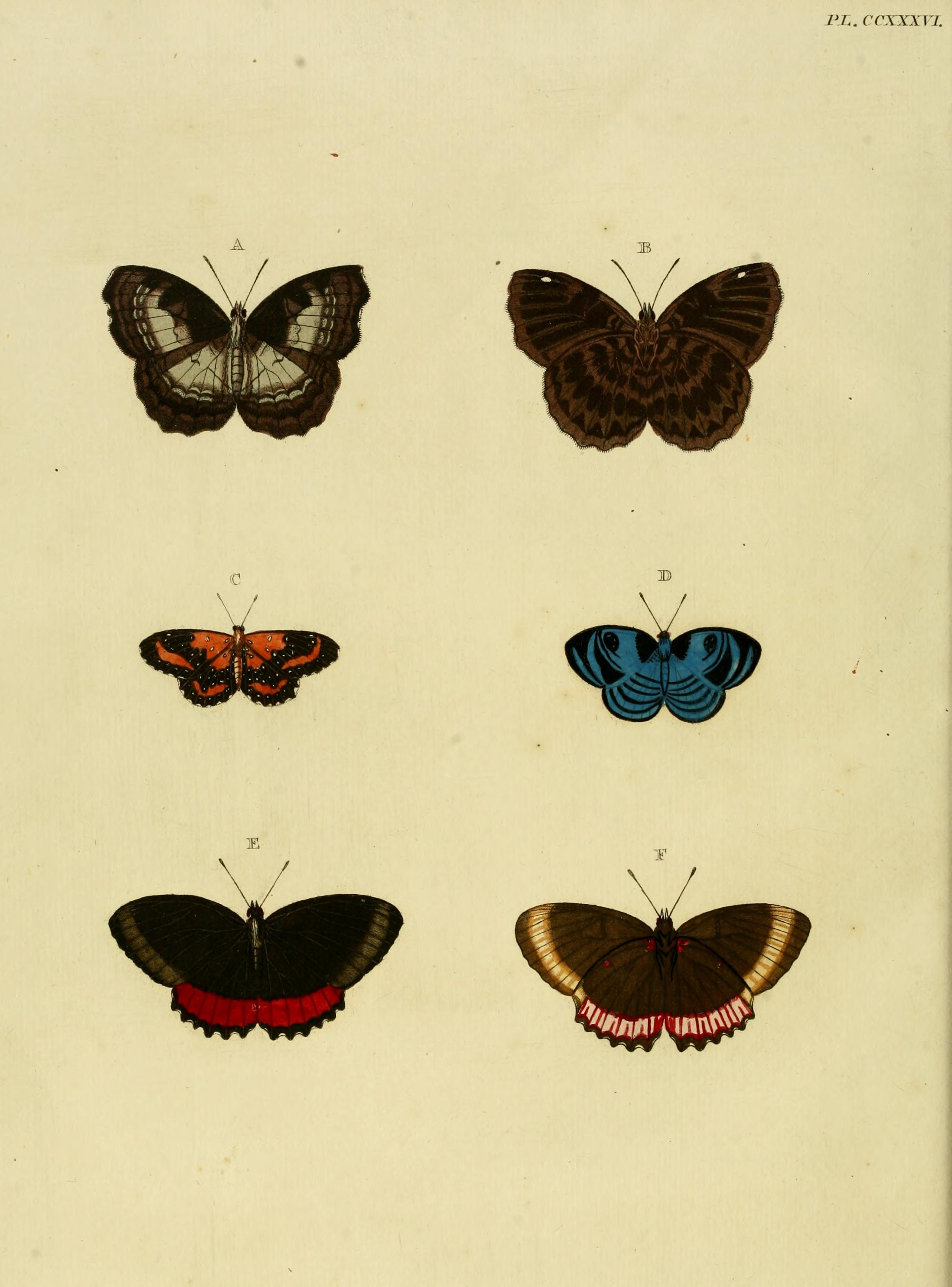